# Isländische Fußballmeisterschaft 1917
Die isländische Fußballmeisterschaft 1917 war die sechste Spielzeit der höchsten isländischen Fußballliga.
Es nahmen lediglich drei Mannschaften am Bewerb teil. Der Titel ging zum fünften Mal in Folge an Fram Reykjavík.

## Abschlusstabelle
| Pl. | Verein             | Sp. | S | U | N | Tore    | Quote | Punkte |
| --- | ------------------ | --- | - | - | - | ------- | ----- | ------ |
| 1.  | Fram Reykjavík (M) | 2   | 2 | 0 | 0 | 007:500 | 1,40  | 04:0   |
| 2.  | KR Reykjavík       | 2   | 1 | 0 | 1 | 005:500 | 1,00  | 02:20  |
| 3.  | Valur Reykjavík    | 2   | 0 | 0 | 2 | 003:500 | 0,60  | 0:40   |

| (M) | amtierender isländischer Meister |

### Kreuztabelle
Die Kreuztabelle stellt die Ergebnisse aller Spiele dieser Saison dar. Die Heimmannschaft ist in der ersten Spalte aufgelistet, die Gastmannschaft in der obersten Reihe. Die Ergebnisse sind immer aus Sicht der Heimmannschaft angegeben.
| 1917            | Fram Reykjavík | KR Reykjavík |     |
| Fram Reykjavík  |                | 4:3          | –   |
| KR Reykjavík    | –              |              | 2:1 |
| Valur Reykjavík | 2:3            | –            |     |